# Mary Baker Eddy
Mary Baker Eddy (1821. július 16. – 1910. december 3.) amerikai író, társadalmi és vallási személyiség, a Christian Science vallási mozgalom alapítója. Ő alapította 1908-ban a The Christian Science Monitort is, egy Pulitzer-díjas világi újságot, és három vallási folyóiratot: a Christian Science Sentinel, a The Christian Science Journal és a The Herald of Christian Science-t. Számos könyvet és értekezést írt, amelyek közül a legjelentősebb a "szellemi gyógyításról" szóló, Science and Health című, amely 2001-ig több mint kilencmillió példányban kelt el.
Nézete alapján az ember meg tudja gyógyítani önmagát, irányítani tudja életét, és nem csak fizikailag, hanem lelkileg is élvezheti. Meggyőződését, hogy a betegségek oka az emberi elmében gyökerezik, és ez semmiképpen sem Isten akarata volt, megerősítette, amikor 1862 és 1865 között kapcsolatba került Phineas P. Quimbyval, az Új Gondolat mozgalom alapítójával.
Amellett érvelt, hogy az evangéliumokban említett, Jézus által véghezvitt csodák mögött érthető tények állnak.

## Művei
Főbb művei:
- Science and Health with Key to the Scriptures 1910
- Miscellaneous Writings 1883-1896
- Retrospection and Introspection - 1891
- Unity of Good – 1887
- Miscellaneous Writings
- Pulpit and Press
- Rudimental Divine Science
- No and Yes
- Christian Science versus Pantheism
- Message to The Mother Church, 1900
- Message to The Mother Church, 1901
- Message to The Mother Church, 1902
- Christian Healing
- The People's Idea of God, Its Effect on Health and Christianity, 1914
- The First Church of Christ, Scientist, and Miscellany
- The Manual of The Mother Church
- Poems, 1910